# 李·瑞安
李·瑞安（英語：Lee Ryan，1983年6月17日—）是英國的一位歌手和演員。他是團體blue的成員之一。多年來他也致力於參加啞劇的演出。
瑞安自2000年開始是blue的一員。2005年，他發行了自己的首張單曲。他也出演了多部電影和電視劇，包括BBC肥皂劇東區人。

## 外部連結
- 李·瑞安在互联网电影资料库（IMDb）上的資料（英文）
- Lee Ryan at the Unreality TV
- Official Lee Ryan Instagram (@officialleeryan) • Instagram photos and videos
- Lee Ryan （页面存档备份，存于）